# Аморфный углерод
Аморфный углерод — это форма углерода, в которой атомы не образуют определённой кристаллической структуры, а находятся в беспорядочном состоянии.
Основные виды аморфного углерода: сажа, древесный уголь, кокс
Имеют состав, схожий с графитом, но главное их отличие в том, что мельчайшие кристаллики в аморфном веществе расположены не упорядоченно, а хаотично.
Сажу получают разными способами: при неполном сжигании природного газа или его смеси с маслом в топочных камерах, снабжённых щелевыми горелками. Внутри камер расположены охлаждаемые поверхности, на которых сажа осаждается из диффузионного пламени. Так же сажи получают в специальных реакторах (канальные, печные термические) при термическом разложении природного газа без доступа воздуха.
Сажу используют в промышленности при изготовлении резины (именно поэтому автомобильные покрышки и многие другие резиновые изделия имеют черный цвет), она входит в состав черных красок, в том числе для принтеров, а так же применяется для изготовления химических источников тока.
Древесный уголь получают при нагревании кусочков древесины при высокой температуре без доступа воздуха. Его образование объясняется разложением сложных углеродсодержащих веществ древесины с удалением газообразных продуктов.
Древесный уголь имеет пористую структуру. Благодаря этому он обладает адсорбцией.
Древесный уголь используется в металлургии для изготовления очищенных металлических сплавов и насыщения стали углеродом, а также при производстве пластмасс, пороха, красителей, стекла и прочих химических продуктов. Для создания систем фильтрации. Он удаляет из воды загрязнения, химические соединения и некоторые вредные вещества.
Кокс — это практически чистый углерод, получаемый при нагревании без доступа воздуха твердых горючих ископаемых (углей, торфа, горячих сланцев).
Каменноугольный кокс применяют для выплавки чугуна (доменный кокс), как высококачественное бездымное топливо, восстановитель железной руды, разрыхлитель шихтовых материалов. Также кокс используют как ваграночное топливо в литейном производстве (литейный кокс), для бытовых целей (бытовой кокс), в химической и ферросплавной отраслях промышленности (специальные виды кокса).